# Hans-Wolfgang Schimmelpfennig

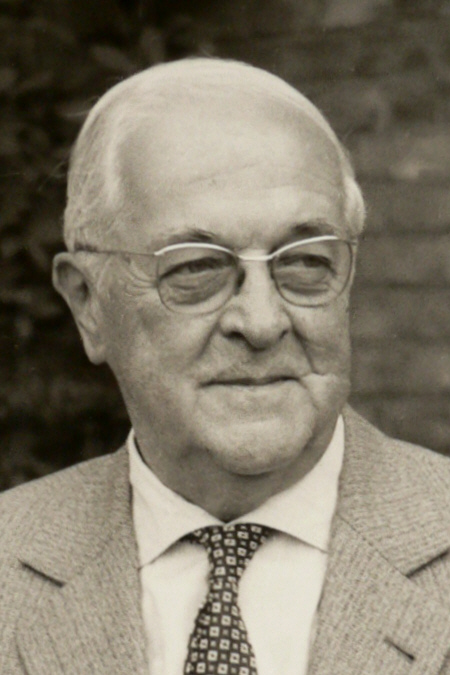
Hans-Wolfgang Schimmelpfennig (1964)

Hans-Wolfgang Schimmelpfennig (* 1. März 1889 in Heinrichswalde, Kreis Niederung; † 30. Oktober 1966 in Bad Bevensen) war ein deutscher Wirtschaftsjurist, Rechtsanwalt und Notar.

## Leben
Schimmelpfennig wuchs in Köslin (1894), Berlin (1898) und Breslau (1900) auf. In Berlin besuchte er das Bismarck-Gymnasium, in Breslau das König-Wilhelms-Gymnasium. Nach dem Abitur im Frühjahr 1906 studierte er je ein Semester Rechtswissenschaft an der Albert-Ludwigs-Universität Freiburg und der Ludwig-Maximilians-Universität München. Zum Wintersemester 1907/08 wechselte er an die Schlesische Friedrich-Wilhelms-Universität. Vom 5. November 1907 bis zum 1. Mai 1909 war er im Corps Borussia Breslau aktiv.  Ende 1910 bestand er das Referendarexamen. Ab Ostern 1911 diente er als Einjährig-Freiwilliger beim Feldartillerie-Regiment „von Peucker“ (1. Schlesisches) Nr. 6. Er zog als Leutnant d.R. in den Ersten Weltkrieg. Schon 1914 wurde er mit dem EK II und am 21. Juli 1917 mit dem EK I ausgezeichnet. Er bestand am 2. Mai 1919 die Assessorprüfung.  Wenig später wurde er zum Dr. iur. utr. promoviert.

### In Schlesien
Friedrich Eichberg holte ihn sowie Carl Meinecke und Kurt Fürer in die Vereinigung Breslauer Arbeitgeberverbände (1920) und die Zentralstelle Breslauer Arbeitgeberverbände (1921). Er initiierte das Arbeitgeber-Notgeld, um das sich selbst die Großbanken und Breslaus Polizeipräsident bemühten. Neuer Kapitalbedarf nach der Kriegs- und Inflationszeit und ein harter Wettbewerb nach Schaffung der Reichsmark zwangen zur Unternehmenskonzentration, so auch die Linke-Hofmann-Lauchhammer AG (LHL) in Breslau. Ihr Generaldirektor war Eichberg. Als er die Hauptverwaltung nach Berlin verlegen musste, nahm er Schimmelpfennig als Abteilungsdirektor mit. In Berlin war aber inzwischen Friedrich Flick als Großaktionär von LHL aufgetreten. Eichberg zog sich zurück. Schimmelpfennig verzichtete auf die Industriekarriere und kehrte Ende 1925 als geschäftsführendes Präsidialmitglied zur Zentralstelle der schlesischen Arbeitgeberverbände zurück. Als die Arbeitgeberverbände wie die Gewerkschaften 1933 aufgelöst wurden, ließ Schimmelpfennig sich als Rechtsanwalt in Breslau nieder. Von 1935 bis 1938 war er zugleich Justitiar und stellvertretender Betriebsführer des Elektrizitätswerks Schlesien.

### Ehrenämter in Breslau
Zeitweilig übernahm Schimmelpfennig Anfang der 1920er-Jahre einen Lehrauftrag an der Universität. Als Mitglied der Deutschen Volkspartei übernahm er 1928 als ehrenamtlicher Stadtrat das Dezernat Wirtschaft und Verkehr. In seine Zuständigkeit fielen auch das Messewesen, die Wirtschaftswerbung, der Turniersport und die Pferderennen in Hartlieb. Trotz klarer Aussichtslosigkeit kandidierte Schimmelpfennig bei der Reichstagswahl März 1933 für den Reichstag.

### Krieg und Neuanfang
Ab 1935 nahm er regelmäßig an Jahresübungen beim Heer teil. Mit dem in Liegnitz liegenden Artillerie-Regiment 18 zog er im September 1939 in den Zweiten Weltkrieg. 
In der Heeresgruppe Süd wurde er am 1. Juni 1942 zum Oberstleutnant befördert. Nach Unfällen und Erkrankungen musste er die Ukraine verlassen und aus dem Feldheer ausscheiden. Von Mai 1943 bis September 1944 war er wieder Rechtsanwalt in Breslau. Dann wieder einberufen, hatte er die Artillerieverteidigung der Festung Breslau vorzubereiten. Seine Familie hatte kurz vor Beginn der Schlacht um Breslau die Stadt verlassen. Den Verteidigungsauftrag brauchte er nicht auszuführen; denn wegen einer schweren Erkrankung kam er am 23. Januar 1945 in ein Prager Lazarett. Zum zweiten Mal dienstunfähig, wurde er am 10. Februar 1945 von dort nach Neetze versetzt.
In Lüneburg, der Heimatstadt seiner zweiten Frau, ließ er sich als Rechtsanwalt und Notar nieder. Die Anwaltschaft Lüneburg wählte ihn in den 1960er Jahren wiederholt zum Vorsitzenden. Bis zu seinem Tod war Schimmelpfennig Vorstand, Syndikus und Ehrenmitglied des ADAC in Lüneburg seit seiner Gründung. Der Sohn Martin übernahm die Kanzlei. In seinen vier letzten Lebensjahren diente Schimmelpfennig seinem Corps noch einmal im Altherren-Beirat.

## Familie

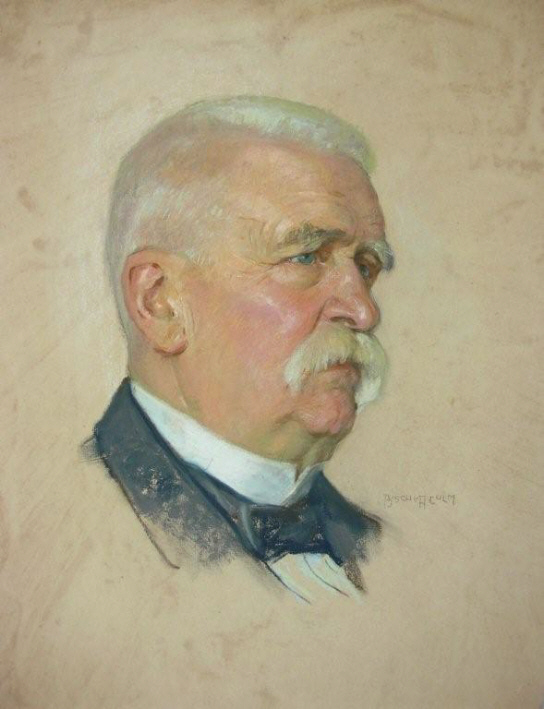
Ernst Bischoff-Culm: Wilhelm Schimmelpfennig (1910)

Schimmelpfennig entstammte einer Beamtenfamilie in Ostpreußen. Sein Großvater Wilhelm Schimmelpfennig (1827–1919) war Richter am Oberlandesgericht Königsberg. Er war Mitglied beim Corps Masovia. Sein Vater war Max Schimmelpfennig (1859–1938),  Stellvertreter des Oberpräsidenten der Provinz Schlesien. Seine Mutter war Frieda Schimmelpfennig geb. Dohrn.
Schimmelpfennig heiratete im Juli 1918 Charlotte Landmann. Aus der Ehe gingen die Söhne Hans-Jürgen (1919), Martin (1922) und Wolfgang (1925) hervor. Sie wurde Anfang der 1930er Jahre geschieden.
Am 28. Dezember 1934 heiratete er Annelise Brockmöller, eine promovierte Zahnärztin aus Lüneburg. Sie bekamen drei Kinder.

## Auszeichnungen
- Eisernes Kreuz II. Klasse (1914)
- Eisernes Kreuz I. Klasse (1917)
- Wiederholungsspange zum EK II beim Überfall auf Polen
- Wiederholungsspange zum EK I nach der Schlacht von Dünkirchen (4. Juni 1940)
- Infanterie-Sturmabzeichen